# Salon (revistă)
Salon este o revistă online americană ai cărei redactori aduc în discuție teme precum politica SUA, muzică, film și cărți. A fost fondată în 1995 de către David Talbot. Redactorul-șef este Kerry Lauerman.

## Istorie
Salon a fost fondată pe 20 noiembrie 1995 de către David Talbot și și-a lansat oferta publică inițială la 22 iunie 1999 în cadrul NASDAQ. Talbot a plecat mai târziu, dar a revenit în funcția de CEO interimar în iulie 2011.